# Psolodesmus mandarinus
Psolodesmus mandarinus là loài chuồn chuồn trong họ Calopterygidae. Loài này được McLachlan mô tả khoa học đầu tiên năm 1870.

## Hình ảnh

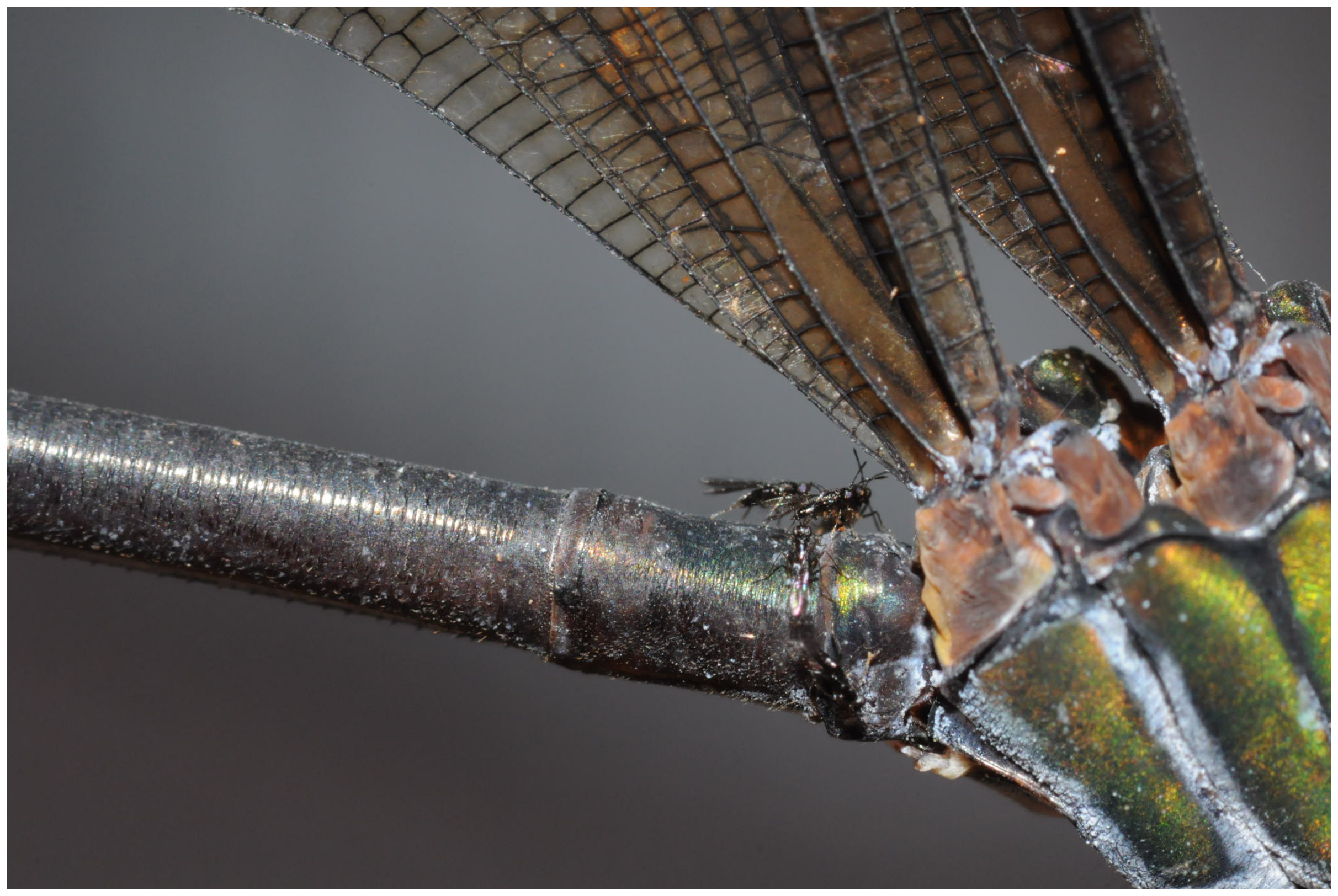
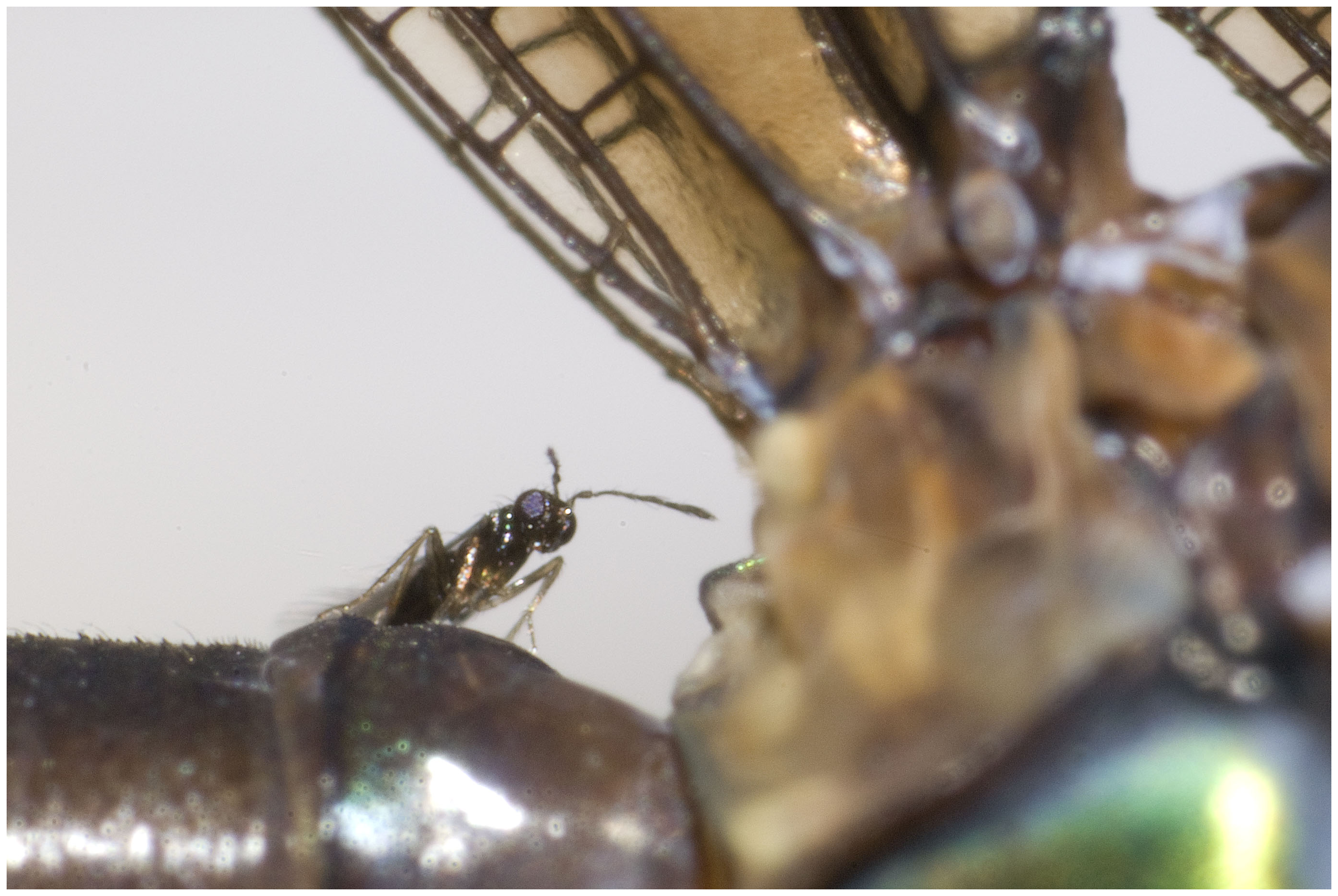